# Cardeto
Cardeto és un comune (municipi) de la Ciutat metropolitana de Reggio de Calàbria, a la regió italiana de Calàbria, situat a uns 120 km al sud-oest de Catanzaro i a uns 10 km al sud-est de Reggio de Calàbria. A 1 de gener de 2019 la seva població era de 1.521 habitants.
Cardeto limita amb els municipis de Bagaladi, Reggio Calabria i Roccaforte del Greco.